# Know Your Meme
Know Your Meme (KYM) je spletna stran in serija videoposnetkov, ki uporablja programsko opremo wiki za dokumentiranje različnih internetnih memov in drugih spletnih fenomenov, kot so viralni videoposnetki, virtualne pojme in dogodke, ki so postali del ti. cyber kulture, internetne znane osebnosti in drugo. Spletno stran, ki jo je prvotno izdelal Rocketboom, je marca 2011 kupila Cheezburger Network, ki jo je leta 2016 kupila Literally Media.
Na strani se lahko uporabniki registrirajo, komentirajo in soustvarjajo vsebino.

## Odzivi
- Avgusta 2009 je revija TIME izbrala Know Your Meme med 50 najboljših spletnih strani leta 2009.[4]
- Novembra 2009 je New York Times Lens Blog označil "Know Your Meme Autotune Episode" kot video, ki si ga morate ogledati.[5]
- Novembra 2009 je Wired.com omenil Know Your Meme v članku o Autotune.[6]
- Decembra 2009 je The Winnipeg Free Press razglasil Know Your Meme za najboljšo spletno stran leta 2009.[7]
- Decembra 2009 je NPR intervjuval Kenyatta Cheese iz Know Your Meme na temo internetnih memov.[8]
- Decembra 2009 je MSNBC citiral Know Your Meme na temo Balloon Boy in članek označil za "natančno posnet".[9]
- Januarja 2010 je The Wall Street Journal citiral Know Your Meme, ko je razpravljal o trendu Bra Color Status Updates na Facebooku.[10]
- Aprila 2010 je Know Your Meme leta 2010 prejel nagrado Streamy za najboljšo gostujočo zvezdo v spletni seriji.
- Maja 2012 je Know Your Meme prejel nagrado People's Voice Webby v kategoriji Blog-Cultural.[11]
- Junija 2014 je bil Know Your Meme vključen v program spletnega arhiviranja American Folklife Center pri Kongresni knjižnici.[12]
- Maja 2016 je bilo spletno mesto navedeno kot vir za razlago koncepta "dank memes" v zvezi s politično kampanjo na avstralskih zveznih volitvah med razpravo na televizijskem programu ABC Insiders.[13][14]
- Junija 2018 je bil Know Your Meme uporabljen kot vir metapodatkov v obsežni akademski študiji memov v različnih družbenih omrežjih.[15]